# Степовое (Фастовский район)
Степовое (укр. Степове) — посёлок, входит в Фастовский район Киевской области Украины.
Население по переписи 2001 года составляло 118 человек. Почтовый индекс — 08550. Телефонный код — 4565. Занимает площадь 0,25 км². Код КОАТУУ — 3224955602.

## Местный совет
08550, Київська обл., Фастівський р-н, смт.Кожанка, вул.Шевченка,168